# نهر ديامانتينا

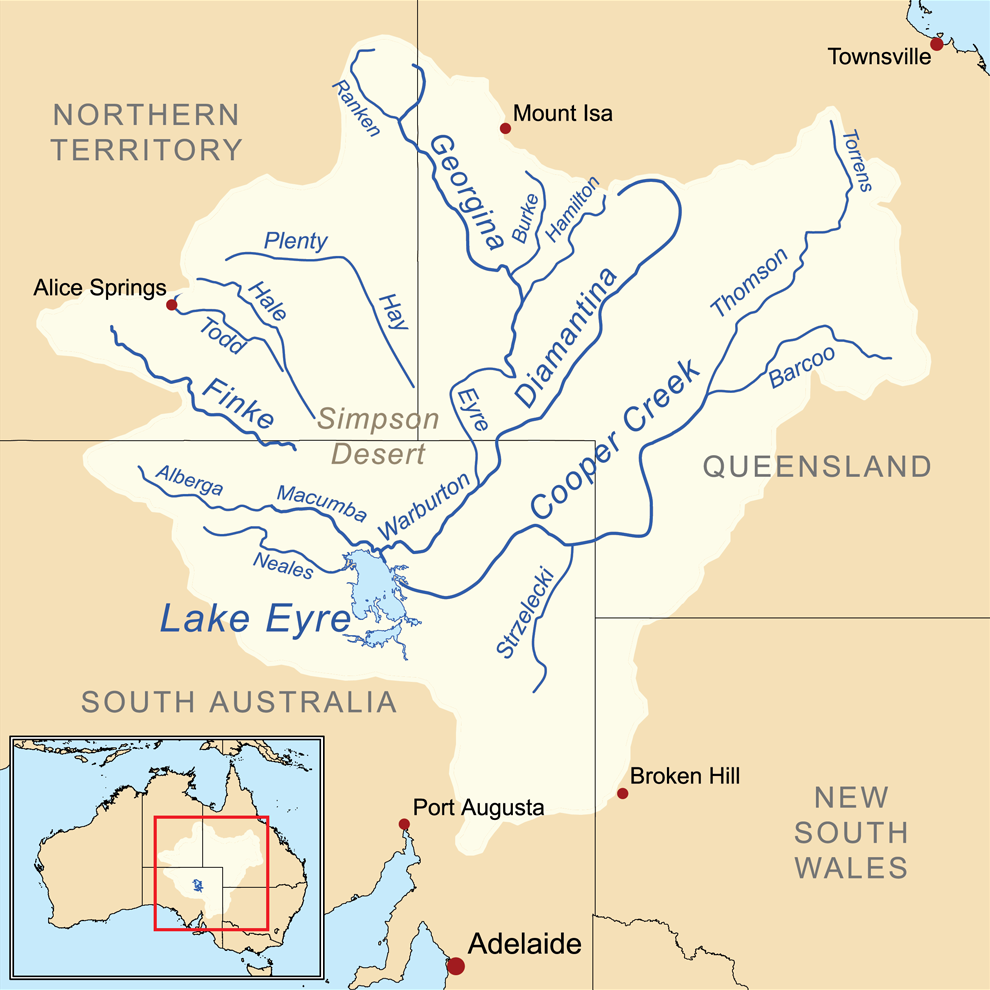
ديامانتينا داخل حوض إيري

نهر ديامانتينا (بالإنجليزية: Diamantina River)‏ يوجد بوسط غرب ولاية كوينزلاند، وأقصى شمال جنوب أستراليا، ينبع من الشمالى الغربي من لونغريتش Longreach بمنطقة سورد (السيوف) Swords، ثم يتدفق في الجنوب الغربي مباشرة عبر وسط كوينزلاند لتكوين نهر أربورتون Warburton عند التقائه مع نهر جورجينا Georgina، طول النهر يبلغ 900 كم ومساحة حوضه 157000 كم2, 140000 كم2 يستعمل للزراعة النهر سُمي بواسطة وليام أندسبورو William Landsborough عام 1866.